# Sao Mai điểm hẹn 2006
Sao Mai điểm hẹn 2006 là một chương trình âm nhạc  do Đài Truyền hình Việt Nam sáng lập và dàn dựng bởi Đông Tây Promotion cùng sự hỗ trợ của báo VietNamNet và tài trợ từ Honda Việt Nam. Đây là lần thứ 2 Sao Mai điểm hẹn được tổ chức và sự thay đổi đôi chút so với lần tổ chức trước.
Sao Mai điểm hẹn 2006 kéo dài trong 4 tháng với 9 liveshow được Đài Truyền hình Việt Nam trực tiếp, ban tổ chức đính chính chương trình lần này không phải cuộc thi âm nhạc. Tương tự Sao Mai điểm hẹn 2004, lần tổ chức này chương trình được chia thành các "giai đoạn" thay cho cách gọi "vòng thi" hay "vòng chung kết" trước đây.

## Sản xuất

### Thể lệ ban đầu
Có 3 giai đoạn chính
Giai đoạn sơ tuyển trực tiếp kéo dài 10 ngày trong tháng 6 được chia làm hai điểm thi Hà Nội và Thành phố Hồ Chí Minh với hội đồng tuyển chọn gồm 5 người. Sẽ có 12 thí sinh gồm thí đặc cách và thí sinh dự tuyển được vào giai đoạn 2. Tiêu chí lựa chọn dựa theo kỹ thuật thanh nhạc, nghệ thuật biểu diễn, phong cách và bản lĩnh trình diễn trước khán giả.
Dự định ban đầu sẽ chọn ra 9 thí sinh dự thi xuất sắc nhất cùng 3 thí sinh đặc cách từ Sao Mai 2005 để vào giai đoạn 2.
Giai đoạn 2 diễn ra từ ngày 24 tháng 6, diễn ra trong 5 tuần với 4 liveshow tranh tài với các chủ đề là các dòng nhạc khác nhau, và kết thúc với liveshow tổng kết (gala) - không tính điểm. Như lần tổ chức trước, chương trình không có Ban giám khảo thay vào đấy sẽ là hội đồng nghệ thuật, thành viên hội đồng có thể thay đổi tùy theo phong cách, dòng nhạc của từng buổi thi. Hội đồng nghệ thuật sẽ bắt đầu từ giai đoạn 2 với ba thành viên, sang giai đoạn 3 số lượng sẽ nâng lên thành 9 người, ngoài 3 thành viên từ giai đoạn 2, còn có thêm 3 nhà báo lĩnh vực âm nhạc và 3 chuyên gia do Ban tổ chức mời.
Giai đoạn 3 có bốn liveshow, trong ba liveshow đầu sẽ có 6 thí sinh tuyển chọn từ giai đoạn 2 tham gia, trong đó 4 thí sinh do khán giả bình chọn và 2 do hội đồng nghệ thuật lựa chọn; Ba thí sinh vào liveshow chung kết sẽ nhận được một trong ba giải thưởng: phần thưởng của Hội đồng nghệ thuật; phần thưởng do khán giả bình chọn và giải ca sĩ triển vọng.
Các thí sinh trong chương trình lần này được đánh giá có trình độ và khả năng tương đối đồng đều khiến các quyết định của khán giả và hội đồng nghệ thuật trở nên khó khăn hơn, nên một số thể lệ được sau đó đã thay đổi.

### Thành phần sản xuất
MC Ngọc Linh của lần tổ chức trước lúc này đang du học, VTV gặp khó khăn trong việc việc tìm người thay thế. MC Anh Tuấn sau cùng được chọn dẫn dắt toàn bộ các liveshow.
Biên tập viên Lê Huyền Thanh tiếp tục là tổng đạo diễn Sao Mai điểm hẹn; nghệ sĩ Hà Thủy, ca sĩ Minh Ánh là cố vấn nghệ thuật cho các thí sinh. Trang phục do hai nhà thiết kế Đức Hùng và Tiến Lợi đảm nhận, khâu trang điểm do Yến Trang và Thu Hường đảm nhận. Bạn nhạc Điểm hẹn do Đỗ Bảo phụ trách, Hồng Phong là giảng viên huấn luyện vũ đạo. Cố vấn người Thái Lan Montree Sriwihok Joe. Hội đồng nghệ thuật ba người cố định gồm ca sĩ Mỹ Linh, hai nhạc sĩ Nguyễn Cường và Huy Tuấn.

### Giải thưởng
Ba thí sinh giành vị trí cao nhất sẽ nhận được mỗi người một chiếc xe máy của nhà tài trợ Honda, hai thí sinh đứng đầu sẽ được nhận chuyến tập huấn tại Thái Lan.
Cho đến liveshow chung kết, cơ cấu giải thưởng có chút thay đổi khi chuyến đi tập huấn được thay thế bằng tiền mặt. Ca sĩ xuất sắc và Ca sĩ được khán giả yêu thích, mỗi người 30 triệu đồng. Ca sĩ triển vọng được 15 triệu đồng. Việc thay thế chuyến đi tập huấn bằng tiền cũng đã xảy ra với Kasim Hoàng Vũ và Tùng Dương ở Sao Mai điểm hẹn 2004.

## Thí sinh

### Thí sinh đặc cách
Vương Dung, Ngọc Anh, Phương Linh là 3 thí sinh của Sao Mai 2005 dòng nhạc nhẹ được chọn đặc cách vào giai đoạn 2 của Sao Mai điểm hẹn 2006, tuy nhiên cả 3 đã từ chối lời mời này vì bận nhiều công việc.
Các thi sinh khác tham gia sơ tuyển với hai hình thức: gián tiếp bằng cách gửi băng-đĩa thu hình bài thi và sơ tuyển trực tiếp tại hai điểm thi. Gần đến ngày tổ chức giai đoạn 2, chỉ có Phương Linh và Ngọc Anh thông báo nhận đặc cách tham gia chương trình. Số lượng thí sinh qua sơ tuyển tăng từ 9 lên 10 để đủ 12 thí sinh.

### Thí sinh thi tuyển
Kết thúc giai đoạn sơ tuyển, khu vực phía Bắc có 35 thí sinh được tuyển, khu vực phía Nam và Tây Nguyên có 39 thí sinh được tuyển. Dưới đây là danh sách 12 thí sinh vào giai đoạn 2:
| Số báo danh tại khu vực dự thi | Số báo danh Vòng chung kết | Thí sinh            | Địa phương                | Chú thích |
| ------------------------------ | -------------------------- | ------------------- | ------------------------- | --------- |
| 11 (Nam)                       | 1                          | Nguyễn Thị Minh Thư | Thành phố Hồ Chí Minh     |           |
| 18 (Nam)                       | 2                          | Dương Quốc Hưng     |                           |           |
| 44 (Bắc)                       | 3                          | Trần Thị Mai Trang  | Đắk Lắk                   | [ 20 ]    |
| 67 (Bắc)                       | 4                          | Nguyễn Hoàng Hải    | Hà Nội                    |           |
| 58 (Bắc)                       | 5                          | Nguyễn Thị Cẩm Tú   | Hà Nội                    | [ 21 ]    |
| 27 (Nam)                       | 6                          | Từ Thị Hiền Trang   | Đắk Lắk                   | [ 22 ]    |
| 22 (Nam)                       | 7                          | Phạm Anh Khoa       | Thành phố Hồ Chí Minh     | [ 23 ]    |
| Đặc cách                       | 8                          | Nguyễn Ngọc Anh     | Quảng Ninh                |           |
| Đặc cách                       | 9                          | Trần Phương Linh    | Thanh Hóa                 | [ 24 ]    |
| 56 (Bắc)                       | 10                         | Nguyễn Hồng Phương  |                           |           |
| 51 (Bắc)                       | 11                         | Nguyễn Thùy Trang   | Thành viên nhóm Nhịp điệu | [ 25 ]    |
| 34 (Nam)                       | 12                         | Hà Anh Tuấn         | Thành phố Hồ Chí Minh     | [ 26 ]    |

### Chuẩn bị cho giai đoạn 2
Sang giai đoạn 2 sẽ có 20 thi sinh được chọn, vì số lượng thí sinh đặc cách có thay đổi nên ban tổ chức chọn ra 10 thí sinh vào vòng trong thay vì 9 người như kế hoạch.
Các thí sinh có mặt tại Hà Nội và bắt đầu tập luyện với các chuyên gia Thái Lan và Việt Nam từ ngày 16 tháng 7. Để đảm bảo bài thi trong 9 show, mỗi thí sinh sẽ chuẩn bị và đăng ký 16 ca khúc lên cho ban tổ chức kiểm duyệt. Các cố vấn thanh nhạc như Hà Thủy và Minh Ánh sẽ gợi ý chứ không chọn các ca khúc biểu diễn cho từng thí sinh, việc chọn bài hoàn toàn do thí sinh quyết định.

## Giai đoạn 2

### Liveshow 1
Diễn ra đêm 24 tháng 6 năm 2006 tại nhà thi đấu Hai Bà Trưng, Hà Nội, với chủ đề tự chọn, 12 thí sinh được tự do chọn lựa ca khúc và thể loại để biểu diễn.
Mở đầu là sự xuất hiện 11 thí sinh Sao Mai điểm hẹn 2004 cùng nhau thể hiện ca khúc "Hát cho mọi người", Nguyễn Hồng Nhung là thí sinh duy nhất của Sao Mai điểm hẹn 2004 không có mặt. Cũng như lần tổ chức trước, các thí sinh được gọi lên ngẫu nhiên để tạo bất ngờ cũng như để bộc lộ được bản lĩnh sân khấu của từng người. Ngọc Anh là thí sinh mở màn  với ca khúc "Đôi mắt".
| Thí sinh            | Bài thi                 | Sáng tác                      | Chú thích    |
| ------------------- | ----------------------- | ----------------------------- | ------------ |
| Nguyễn Thị Minh Thư | Hát với chú ve con      | Thanh Tùng                    | [ 4 ] [ 30 ] |
| Dương Quốc Hưng     | Đá trông chồng          | Lê Minh Sơn                   | [ 4 ] [ 30 ] |
| Trần Thị Mai Trang  | Ngày tháng chờ mong     | Đỗ Bảo                        | [ 4 ] [ 30 ] |
| Nguyễn Hoàng Hải    | Cỏ mềm                  | Đỗ Bảo                        | [ 4 ] [ 30 ] |
| Nguyễn Thị Cẩm Tú   | Mưa đêm                 | Tuấn Hùng                     | [ 4 ] [ 30 ] |
| Từ Thị Hiền Trang   | Gió bay về ngàn         | Nguyễn Cường                  | [ 4 ] [ 30 ] |
| Phạm Anh Khoa       | Vết tình                | Tuấn Khanh                    | [ 4 ] [ 30 ] |
| Nguyễn Ngọc Anh     | Đôi mắt                 | Vũ Quang Trung - Phi Tuyết Ba | [ 4 ] [ 30 ] |
| Trần Phương Linh    | Đêm cô đơn              | Trung Kiên                    | [ 4 ] [ 30 ] |
| Nguyễn Hồng Phương  | Giọt tình               | Trần Huân                     | [ 4 ] [ 30 ] |
| Nguyễn Thùy Trang   | Nơi thời gian ngừng lại | Tường Văn                     | [ 4 ] [ 30 ] |
| Hà Anh Tuấn         | Dấu phố em qua          | Nguyễn Bình                   | [ 4 ] [ 30 ] |

Trong buổi thi này đa số thí sinh chọn những bài hát phổ biến đã quen thuộc với khán giả, họ cũng không tạo được nét riêng mà chỉ hát theo nguyên bản của bài hát cũng như lặp lại phong cách của các ca sĩ đã thành công trước đó. Một số thi sinh được hội đồng tán thưởng cũng chỉ hơn các thí sinh còn lại ở khả năng làm chủ sân khấu và xử lý ca khúc.
Hà Anh Tuấn là thí sinh được khán giả bình chọn nhiều nhất với 26% phiếu bầu. Nhưng trái ngược với kết quả chính thức, theo cuộc bình chọn trên một trang mạng trong hai ngày, thí sinh Ngọc Anh đứng đầu 5 thí sinh được yêu thích nhất, các thi sinh còn lại gồm: Phạm Anh Khoa, Hà AnhTuấn, Ngọc Anh, Hoàng Hải và Phương Linh

### Liveshow 2
Buổi thi thứ hai diễn ra tối ngày 1 tháng 7 với phong cách nhạc Pop, tại nhà thi đấu Hai Bà Trưng, Hà Nội. Thí sinh Mai Trang là người bắt đầu buổi thi, ban đầu ban tổ chức thống báo cô chọn ca khúc "Tình em mùa xuân" của nhạc sĩ Mai Kiên, nhưng sau đó đổi thành "Chỉ một mình anh" của nhạc sĩ Huy Tuấn. Tương tự Mai Trang, Hồng Phương ban đầu chọn ca khúc "Từ khu em đến" của Võ Thiện Thanh, sau đó được đổi lại bài "Có một ngày". Hay như Minh Thư thay đổi "Mong em vậy thôi" thành "Người đã xa" của Anh Khoa. 
Các bài hát sử dụng trong buổi thi này hầu hết có giai điệu tạo cảm giác buồn, chỉ riêng "Quán cà phê mùa hè" có tiết tấu nhanh, nhộn nhịp hơn.
| Thí sinh            | Bài thi                | Sáng tác                | Chú thích |
| ------------------- | ---------------------- | ----------------------- | --------- |
| Nguyễn Thị Minh Thư | Mong em vậy thôi       | Minh Thư                | [ 31 ]    |
| Dương Quốc Hưng     | Bỏ lại phía sau        | Vũ Quốc Việt            | [ 31 ]    |
| Trần Thị Mai Trang  | Tình em mùa xuân       | Mai Kiên                | [ 32 ]    |
| Nguyễn Hoàng Hải    | Trái tim không ngủ yên | Thanh Tùng              |           |
| Nguyễn Thị Cẩm Tú   | Hồng môi               | Lê Minh Sơn             |           |
| Từ Thị Hiền Trang   | Quán cà phê mùa hè     | Huy Tuấn                |           |
| Phạm Anh Khoa       | Đêm màu xanh           | Bảo Lân                 |           |
| Nguyễn Ngọc Anh     | Tình yêu mong manh     | Đức Trí & Hà Quang Minh |           |
| Trần Phương Linh    | Quê hương tuổi thơ tôi | Từ Huy                  |           |
| Nguyễn Hồng Phương  | Có một ngày            | Phú Quang               |           |
| Nguyễn Thùy Trang   | Tiếng gió xôn xao      | Tường Văn               |           |
| Hà Anh Tuấn         | Hoang mang             | Võ Hoài Phúc            |           |

Ngọc Anh được cho là thí sinh có màn biểu diễn hoàn hảo nhất đêm thi tiếp đến là Phương Linh,   Các thí sinh Hà Anh Tuấn, Phương Linh, Phạm Anh Khoa bị đánh giá là thụt lùi so với tuần trước, trong khi Ngọc Anh, Dương Quốc Hưng và Hồng Phương có đôi chút tiến bộ. Hà Anh Tuấn bất chấp những đánh giá không tốt từ Hội đồng nghệ thuật vẫn là thí sinh được khán giả bình chọn nhiều nhất. đa số thí sinh vẫn mắc phải sai lầm trong việc chọn bài thi điển hình là Hoàng Hải và Hồng Phương. Trong show này chương trình có thêm những khoảng thời gian giao lưu hậu trường điều mà show 1 không có vì phải rút ngắn thời gian để nhường khung giờ cho World Cup 2006.

### Liveshow 3
Buổi thi thứ 3 với phong cách rock diễn ra tối ngày 8 tháng 7 tại Nhà thi đấu Hai Bà Trưng, Hà Nội. Trong buổi thi này đa phần các thí sinh lựa chọn dòng alternative rock, mở màn với "Tuổi 20" do Minh Thư trình diễn, cô được xem là thí sinh có tố chất với thể loại rock nhất. Hai liveshow trước, hội đồng nghệ thuật nhận xét các thí sinh hát các bài hát cũ, phổ biến là quá an toàn, không sáng tạo. Trong buổi thi thứ ba này đa phần thí sinh đã lựa chọn các ca khúc mới, trong đó Hoàng Hải là thí sinh bị hội đồng chê trong hai buổi trước, nay vẫn chọn một bài hát cũ nhưng với chất rock "nặng" hơn cả bản gốc, và anh đã thành công với lựa chọn của mình. Dương Quốc Hưng, Cẩm Tú, Phương Linh, Hà Anh Tuấn chọn những ca khúc đã từng có ca sĩ biểu diễn thành công. Thuỳ Trang, Phương Linh và Hiền Trang bị hội đồng đánh giá là đã gượng ép khi cố chuyển hóa bài mình chọn vốn không phù hợp trở thành một bản rock, trong khi Cẩm Tú tạo được ấn tượng với khán trong phong cách và ngoại hình nhưng mắc phải nhiều lỗi kỹ thuật.
| Thí sinh            | Ca khúc                  | Sáng tác                  | Chú thích |
| ------------------- | ------------------------ | ------------------------- | --------- |
| Nguyễn Thị Minh Thư | Tuổi 20                  | Phương Uyên               | [ 40 ]    |
| Dương Quốc Hưng     | Cơn mua hoang dã         | Bức Tường                 | [ 40 ]    |
| Trần Thị Mai Trang  | Tìm trong hư vô          | Trung Đông                | [ 20 ]    |
| Nguyễn Hoàng Hải    | Thu tình yêu             | Lưu Thiên Hương           | [ 40 ]    |
| Nguyễn Thị Cẩm Tú   | Rêu phong                | Tuấn Khanh                | [ 40 ]    |
| Từ Thị Hiền Trang   | Xin mùa thu              | Hương Thành - Lưu Lâm Thi | [ 18 ]    |
| Phạm Anh Khoa       | Và tôi sẽ bay lên        | Tuấn Khanh                | [ 38 ]    |
| Nguyễn Ngọc Anh     | Giọt sương và chiếc lá   | Hồ Hoài Anh               | [ 40 ]    |
| Trần Phương Linh    | Tóc hát                  | Võ Thiện Thanh            | [ 40 ]    |
| Nguyễn Hồng Phương  | Hãy cho nhau một nụ cười | Minh Châu                 | [ 38 ]    |
| Nguyễn Thùy Trang   | Một ngày ta xa nhau      | Vĩnh Tâm                  | [ 37 ]    |
| Hà Anh Tuấn         | Tìm lại                  | Microwave                 | [ 38 ]    |

Ngọc Anh, Mai Trang và Hồng Phương là những thí sinh gây bất ngờ trong đêm diễn. Mai Trang thể hiện một khúc lạ của một nhạc sĩ không mấy tên tuổi, với phong cách mạnh mẽ gợi cho người nghe nghĩ đến Siu Black, cô cũng không mắc phải lỗi kỹ thuật nào. Vốn là ca sĩ chuyên dòng nhạc pop, Ngọc Anh đã thể hiện khá thành công một ca khúc alternative rock. Hồng Phương làm mới một ca khúc mà khán giả đã khá quen thuộc trước đó với giọng hát của Mỹ Lệ. Kết thúc buổi thi, Hoàng Hải là thí sinh có số lượng bình chọn từ khán giả nhiều nhất, tiếp theo đó là Hà Anh Tuấn.

### Liveshow 4
Diễn ra 15 tháng 7 tại Nhà thi đấu Hai Bà Trưng, với các phong cách Hip hop, R&B và Dance, so với 3 buổi thi trước, tại buổi thi quyết định của vòng 1 này các thí sinh đã cẩn thận hơn trong việc chọn bài. Kết quả thí sinh vài Giai đoạn 3 sẽ được công bố vào liveshow thứ 5.
| Thí sinh            | Ca khúc                | Sáng tác       | Ghi chú       |
| ------------------- | ---------------------- | -------------- | ------------- |
| Nguyễn Thị Minh Thư | Lời của ánh mắt        | Huy Tuấn       | [ 22 ] [ 39 ] |
| Dương Quốc Hưng     | Về đây                 | Vũ Quốc Việt   | [ 22 ] [ 39 ] |
| Trần Thị Mai Trang  | Tình em mùa xuân       | Mai Kiên       | [ 22 ] [ 39 ] |
| Nguyễn Hoàng Hải    | Bóng mây qua thềm      | Võ Thiện Thanh | [ 22 ] [ 39 ] |
| Nguyễn Thị Cẩm Tú   | Hè gọi                 | Tuấn Hùng      | [ 22 ] [ 39 ] |
| Từ Thị Hiền Trang   | Vô tình                | Hà Dũng        | [ 22 ] [ 39 ] |
| Phạm Anh Khoa       | Phép lạ                | Tuấn Khanh     | [ 23 ] [ 39 ] |
| Nguyễn Ngọc Anh     | Hãy cho em gần bên anh | Anh Quân       | [ 22 ] [ 39 ] |
| Trần Phương Linh    | Gió                    | Quốc Bảo       | [ 22 ] [ 39 ] |
| Nguyễn Hồng Phương  | Vẫn chờ em             | Minh Châu      | [ 22 ] [ 39 ] |
| Nguyễn Thùy Trang   | Em mong chờ anh        | Thái Thịnh     | [ 22 ] [ 39 ] |
| Hà Anh Tuấn         | Đừng dừng chân         | Hồ Hoài Anh    | [ 22 ] [ 39 ] |

Ngọc Anh vẫn là thí sinh được hội đồng đánh giá cao nhất khi cô được khen có thể sẽ là "Diva nhạc R&B của Việt Nam". Cẩm Tú, thí sinh nhỏ tuổi nhất và cũng gây thất vọng nhất với bài thi của mình.

### Liveshow 5
Chiều ngày 19 tháng 7, Hội đồng nghệ thuật 9 người bắt đầu họp chọn lọc các thí sinh để công bố kết quả. Các thí sinh không qua được giai đoạn 1 vẫn được Ban tổ chức mời tham gia các buổi luyện tập để có cơ hội hoàn thiện bản thân.
Show thứ 5 diễn ra ngày 22 tháng 7 tại Nhà thi đấu Hai Bà Trưng, đây là buổi trình diễn tổng kết, các tiết mục không tính điểm. Mở đầu với ca khúc "Vào hạ" và "Điểm hẹn ước mơ" do 12 thí sinh cùng thể hiện, sau đó là các tiết mục hát nhóm cũng như đơn ca của các thí sinh, kết thúc chương trình 12 thí sinh cùng biểu diễn ca khúc "Tạm biệt".
| Biểu diễn                                   | Ca khúc               | Tác giả       | Chú thích |
| ------------------------------------------- | --------------------- | ------------- | --------- |
| 12 thí sinh                                 | Vào hạ                | Lê Hựu Hà     | [ 45 ]    |
| 12 thí sinh                                 | Điểm hẹn ước mơ       | Xuân Thủy     | [ 45 ]    |
| 12 thí sinh                                 | Tạm biệt              | Ngọc Châu     | [ 45 ]    |
| Hà Anh Tuấn, Phương Linh                    | Yêu em                | Trung Kiên    | [ 45 ]    |
| Hiền Trang, Thuỳ Trang, Mai Trang           | Ngày ta có nhau       | Kỳ Phương     | [ 45 ]    |
| Quốc Hưng, Hoàng Hải, Anh Khoa, Hà Anh Tuấn | Chuyện chàng cô đơn   | Hoàng Bách    | [ 45 ]    |
| Hoàng Hải, Minh Thư                         | Ngày hôm qua          | Tuấn Khanh    | [ 45 ]    |
| Phạm Anh Khoa                               | Em, chiếc lá và tôi   | Phạm Anh Khoa | [ 45 ]    |
| Nguyễn Ngọc Anh                             | Ngày cuối tuần rực rõ | Đỗ Bảo        | [ 45 ]    |
| Nguyễn Hồng Phương                          | Ngày bình yên         | Minh Châu     | [ 45 ]    |

## Giai đoạn 3
Phương Linh và Hà Anh Tuấn tạo hiệu ứng mạnh sau show thứ 5, họ có được lượng người hâm mộ đông đảo cùng ca ngợi và bảo vệ đến mức khá tiêu cực trên nhiều diễn đàn mạng.
Có 7 thí sinh vào giai đoạn 3 thay vì 6 như thể lệ ban đầu.

### Liveshow 6
Diễn ra ngày 29 tháng 7 tại Nhà thi đấu Hai Bà Trưng, các thí sinh sẽ biểu diễn hai ca khúc tự chọn.
| Thí sinh            | Ca khúc 1         | Tác giả | Ca khúc 2      | Tác giả    | Ghi chú |
| ------------------- | ----------------- | ------- | -------------- | ---------- | ------- |
| Nguyễn Thị Minh Thư |                   |         |                |            |         |
| Dương Quốc Hưng     |                   |         |                |            |         |
| Trần Thị Mai Trang  |                   |         |                |            |         |
| Nguyễn Hoàng Hải    | Mùa thu tình yêu  |         |                |            | [ 48 ]  |
| Nguyễn Thị Cẩm Tú   |                   |         |                |            |         |
| Từ Thị Hiền Trang   |                   |         |                |            |         |
| Phạm Anh Khoa       | Rơi trong vực sâu |         |                |            | [ 48 ]  |
| Nguyễn Ngọc Anh     | Một ngày mới      |         | Gọi anh        | Dương Thụ  | [ 49 ]  |
| Trần Phương Linh    |                   |         |                |            |         |
| Nguyễn Hồng Phương  |                   |         |                |            |         |
| Nguyễn Thùy Trang   |                   |         |                |            |         |
| Hà Anh Tuấn         |                   |         | Ngày không mưa | Quốc Trung | [ 48 ]  |

Trừ Mai Trang, các thí sinh còn lại đều hát thành công một trong hai bài thi của họ. Hà Anh Tuấn và Phương Linh là hai thí sinh có nhiều bình chọn nhất.

### Liveshow 7
Diễn ra ngày 5 tháng 8 với các phong cách tự chọn
Trong buổi diễn này cả 7 thí sinh đều có dấu hiệu chững lại dù có cố gắng thay đổi mình nhưng các thí sinh đều mắc những lỗi ngoài ý muốn. Hoàng Hải thể hiện "Giấc phù du" với phong cách rock khá tốt nhưng khi chuyển sang pop với "Cánh diều" lại hơi đuối và có đôi lần lạc nốt với dàn nhạc. Tuy là thí sinh được hội đồng đánh giá cao về kỹ thuật nhưng bài thi đầu Mai Trang chưa tạo được sự nổi bật so với các thí sinh khác, sang bài thứ hai cô còn liên tục quên lời, vấp nhạc. Với Ngọc Anh, cô vẫn tiếp tục hát theo bản năng, biểu diễn không hợp tính chất của ca khúc. Phạm Anh Khoa và Minh Thư có những bài thi theo hướng an toàn, không nổi bật hơn những buổi thi trước. Hà Anh Tuấn thể hiện bài thi theo phong cách unplugged và để lộ nhược điểm trong phát âm. Phương Linh lần đầu tiên bị hội đồng chê là hát phô, Ngọc Anh và Mai Trang cũng có phần kém hơn tuần trước.
| Thí sinh            | Ca khúc 1            | Tác giả   | Ca khúc 2           | Tác giả     | Chú thích     |
| ------------------- | -------------------- | --------- | ------------------- | ----------- | ------------- |
| Nguyễn Thị Minh Thư | Hãy sống vì hòa bình |           | Yêu đời             |             |               |
| Dương Quốc Hưng     |                      |           |                     |             |               |
| Trần Thị Mai Trang  | Người đàn bà hóa mưa | An Thuyên | Những phút giây qua | Quốc Trường | [ 14 ]        |
| Nguyễn Hoàng Hải    | Giấc phù du          | Hà Dũng   | Cánh diều           | Ngọc Đại    | [ 14 ]        |
| Phạm Anh Khoa       |                      |           |                     |             |               |
| Nguyễn Ngọc Anh     |                      |           |                     |             |               |
| Trần Phương Linh    | Lời hứa chóng phai   |           | Mong Anh về         | Dương Cầm   | [ 51 ] [ 14 ] |
| Hà Anh Tuấn         | Vài lần đón đưa      | Trần Lê   | Nằm mơ              | Như Huy     | [ 51 ] [ 14 ] |

Thí sinh nhận được nhiều bình chọn nhất trong liveshow này là Hoàng Hải

### Liveshow 8
Liveshow thứ 8 được tổ chức ngày 12 tháng 8 tại Nhà thi đấu Hai Bà Trưng.
Thí sinh mở đầu cho liveshow này là Hà Anh Tuấn với một tiết mục R&B và một unplugged.
| Thí sinh            | Ca khúc 1              | Tác giả        | Ca khúc 2       | Tác giả         | Chú thích     |
| ------------------- | ---------------------- | -------------- | --------------- | --------------- | ------------- |
| Nguyễn Thị Minh Thư |                        |                |                 |                 |               |
| Dương Quốc Hưng     |                        |                |                 |                 |               |
| Trần Thị Mai Trang  | Nghi ngại              | Ngọc Đại       | Vì đâu          | An Hiếu         | [ 54 ]        |
| Nguyễn Hoàng Hải    | Những nụ hôn nồng cháy | Ngọc Châu      | Vào đời         | Hà Dũng         | [ 54 ]        |
| Nguyễn Thị Cẩm Tú   |                        |                |                 |                 |               |
| Từ Thị Hiền Trang   |                        |                |                 |                 |               |
| Phạm Anh Khoa       | Nhắm mắt               | Tuấn Khanh     | Ra khơi         | Trần Lập        | [ 54 ] [ 13 ] |
| Nguyễn Ngọc Anh     |                        |                |                 |                 |               |
| Trần Phương Linh    |                        |                |                 |                 |               |
| Nguyễn Hồng Phương  |                        |                |                 |                 |               |
| Nguyễn Thùy Trang   |                        |                |                 |                 |               |
| Hà Anh Tuấn         | Giấc mơ lạ             | Nguyễn Xinh Xô | Đi tìm ngày mới | Lưu Thiên Hương | [ 54 ]        |

Dừ không nổi bật về phong cách kỹ thuật nhưng Hà Anh Tuấn lại là thí sinh đứng đầu lượt bình chọn đầu tiên của khán giả. Là thí sinh cuối cùng của đêm thi, Phạm Anh Khoa đã rất xuất sắc trình diễn khúc "Ra khơi" được khán giả và hội đồng nghệ thuật rất tán thưởng. Anh Khoa đột phá trở thành thí sinh đứng đầu danh sách của hội đồng nghệ thuật cho liveshow chung kết.
Dự đoán thí sinh vào liveshow chung kết có Hà Anh Tuấn và Hoàng Hải là ứng viên hàng đầu được khán giả bình chọn, họ chắc chắn chia nhau hai giải. Hai dự đoán khác của hạng mục này là Phương Linh và Minh Thư. Lựa chon từ hội đồng nghệ thuật được dự đoán là Phạm Anh Khoa hoặc Ngọc Anh. Mai Trang là thí sinh có điểm thấp liveshow thứ 7, nhưng lại là người tiến bộ nhiều nhất nên cũng có khả năng được vào.

## Liveshow chung kết

### Chuẩn bị
Sau những đánh giả thấp từ Hội đồng nghệ thuật cũng như dư luận, Hà Anh Tuấn đã xin rút tên khỏi danh sách liveshow chung kết, anh chỉ mong muốn được biểu diễn các tiết mục gala cùng các thí sinh khác. Có được sự động viên của ban tổ chức, Hà Anh Tuấn tiếp tục luyện tập và trở lại liveshow cuối cùng. Hoàng Hải có 2/3 đêm vòng 2 đứng nhất bình chọn
Đêm chung kết diễn tại Nhà thi đấu Hai Bà Trưng với khoảng 3.000 khán giả, toàn bộ khán đài đều kín chỗ.

### Đêm diễn
Có 5 thí sinh được chọn vào liveshow chung kết thay vì 3 như thể lệ, trong đó 3 người do khán giả bình chọn 2 người do hội đồng nghệ thuật chọn, danh sách được công bố vào phần đầu của đêm chung kết. Mỗi người chỉ biểu diễn 1 ca khúc thay vì 2 như thể lệ. 5 thí sinh được chọn gồm Hoàng Hải, Mai Trang, Hà Anh Tuấn, Phạm Anh Khoa, Nguyễn Ngọc Anh.
Phần 2 của liveshow là các bài biểu diễn giao lưu của 12 thí sinh trong khi khán giả và hội đồng nghệ thuật tiến hành bình chọn.  
Có 7 thí sinh được chọn vào đêm chung kết (vòng 1)  thay vì 6 như thể lệ, họ được chia làm hai nhóm theo cách gọi của khán giả. Nhóm chính thống gồm các ca sĩ được hội đồng đánh giá cao Anh Khoa, Mai Trang và Ngọc Anh. Nhóm thị trường Anh Tuấn, Hoàng Hải, Minh Thư, Phương Linh.  
| Thí sinh            | Ca khúc          | Sáng tác        | Chú thích |
| ------------------- | ---------------- | --------------- | --------- |
| Nguyễn Thị Minh Thư | Mình đã xa nhau  | Phương Uyên     | [ 57 ]    |
| Trần Phương Linh    | Xuân xa          | Xuân Phương     | [ 57 ]    |
| Trần Thị Mai Trang  | Langbian Sning   | Krazan Dich     | [ 57 ]    |
| Nguyễn Hoàng Hải    | Thao thức        | Hà Dũng         | [ 57 ]    |
| Phạm Anh Khoa       | Con hạc giấy     | Võ Thiện Thanh  | [ 57 ]    |
| Nguyễn Ngọc Anh     | Có nhau trọn đời | Đức Trí         | [ 57 ]    |
| Hà Anh Tuấn         | Ngon cỏ lau      | Lưu Thiên Hương | [ 57 ]    |

| Biểu diễn                                   | Ca khúc               | Sáng tác          | Chú thích |
| ------------------------------------------- | --------------------- | ----------------- | --------- |
| Thùy Trang - Mai Trang - Hiền Trang         | Tìm đâu               | Nguyễn Ngọc Thiện | [ 17 ]    |
| Dương Quốc Hưng - Thùy Trang                | Vùng trời bình yên    | Hữu Tâm           | [ 17 ]    |
| Cẩm Tú                                      | Chiếc lá tình yêu     | Bùi Anh Dũng      | [ 17 ]    |
| Anh Khoa - Quốc Hưng - Hoàng Hải - Anh Tuấn | Sóng tình             | Tuấn Khanh        | [ 17 ]    |
| 12 thí sinh                                 | Điểm hẹn những ước mơ | Xuân Thủy         | [ 17 ]    |

### Kết quả
Anh Khoa đạt giải ca sĩ xuất sắc nhất do hội đồng nghệ thuật bình chọn với 6/8 phiếu bầu.
Hoàng Hải là thí sinh mở đầu và cũng đã giành được giải ca sĩ được yêu thích nhất với 152.987 phiếu bình chọn, chiếm 39,5% (là ca sĩ có số phiếu bình chọn nhiều nhất giai đoạn 3)
Hà Anh Tuấn giành giải ca sĩ triển vọng với số phiếu bình chọn cao thứ nhì (125.534 phiếu, chiếm 32,91%)

### Thông tin khác
Hơn 26.000 lượt bình chọn trong suốt 10 tuần diễn ra cuộc thi. Con số 34.800 lượt khán giả tìm đọc những thông tin và bài viết về cuộc thi.